# 阿克斯明斯特
阿克斯明斯特（Axminster）是英格蘭德文郡的一個城鎮的民政教區，距埃克斯特有28英里（45）。據2001年人口普查，阿克明斯特有人口5,626人。2011年增加到5,761人。

## 友好城市
- 法國 杜夫尔-拉代利夫朗德